# عبدالله ال سالم
عبدالله ال سالم (عربی: عبدالله آل سالم؛ زادهٔ ۱۹ دسامبر ۱۹۹۲) یک ورزشکار اهل عربستان سعودی است.
از باشگاه‌هایی که در آن بازی کرده‌است می‌توان به باشگاه فوتبال الاتفاق عربستان سعودی اشاره کرد.